# Chevige Guayke
Chevige Guayke (nacido en Juan Griego, isla de Margarita, Nueva Esparta, Venezuela; 9 de julio de 1944) es un cuentista y escritor venezolano, de nombre verdadero Eduvigis José González. Es un narrador de microrrelatos cuya obra ha sido poco estudiada ya que se ha mantenido al margen del mundo editorial o de grupos de escritores fuera de la isla de Margarita. Sin embargo, eso no le ha impedido formar parte de la literatura venezolana contemporánea, gracias a sus textos, tanto de base informativa como de minificción. Es defensor de la literatura margariteña y con inclinación temática hacia el realismo mágico.
Su influencia dentro de los ámbitos literarios del estado de Nueva Esparta le ha valido ser homenajeado en certámenes o eventos con su nombre. Su narrativa ha sido reconocida con premios como el del diario El Nacional, otorgado en 1974; en el mismo año gana el concurso Juan Meza Vergara (El Tigre).

## Obras
- Paique y otros relatos (1974).[3]
- Karbhoro es un lugar absolutamente verosímil (1977).[4]
- Soledumbre (1978).
- Obituario (1980).[4]
- Faltrikera y otros bolsillos (1980).[4]
- Difuntos en el espejo (1982).[4]
- Diversos, breves y diversos (1983).[5]
- Es una hormiga con su sombrilla (2003).[5]
- Todas las historias menos muchas (2014).